# Argostemma densifolium
Argostemma densifolium är en måreväxtart som beskrevs av Henry Nicholas Ridley. Argostemma densifolium ingår i släktet Argostemma och familjen måreväxter. Inga underarter finns listade i Catalogue of Life.